# Accidente ferroviario de Buenos Aires de 1958
El accidente ferroviario en Buenos Aires de 1958 se refiere a la tragedia férrea ocurrida en el barrio porteño de Palermo el día 8 de noviembre de 1958, en el que una formación de pasajeros fue embestida por detrás por una locomotora a vapor. En el funesto suceso se registraron 22 muertos y más de 100 heridos.

## Hechos
En el mediodía del día 8 de noviembre de 1958 y bajo una fuerte lluvia, una formación de pasajeros de la línea Ferrocarril General Bartolomé Mitre parte desde la estación Retiro con destino a la ciudad de Pergamino. Mientras tanto y por las mismas vías partiendo también desde Retiro sale una locomotora a vapor varios minutos después del convoy de pasajeros con destino a Tigre.
Minutos más tarde, la formación de pasajeros se detiene en las vías debido a que la señal de luz no responde, el tren queda parado en medio de una pronunciada curva esperando el funcionamiento de las luces y poder seguir con su destino indicado.
Más atrás la locomotora que partió de Retiro con igual sentido que la formación de pasajeros sufre un problema en los frenos y sigue a toda marcha hasta llegar a la curva donde se encontraba detenido el tren con destino a Pergamino, el tremendo impacto se produce en los últimos vagones, la locomotora destruye uno de ellos de manera completa y despedaza a los pasajeros que se encontraban en su interior.
En poco tiempo llegan los servicios médicos de la ciudad para atender a la gran cantidad de víctimas que habían quedado por toda la vía, los chóferes de ambos trenes se encontraban ilesos. El recuento de víctimas arroja un saldo de 22 muertos y más de 100 personas heridas de diversa gravedad
Días posteriores al accidente, las investigaciones dan cuenta que la catástrofe se produjo debido a varios factores que tendrían que ver principalmente con el mal estado de los trenes y de las luces. La falla de señalización hizo detener al tren de pasajeros, mientras que una falla completa de los frenos de la locomotora que venía detrás hizo que en vez de desacelerarse se intensificara, la fuerte lluvia, la curva muy pronunciada y el estado deplorable de las vías también contribuyeron en el desastre.

## Antecedentes
Cabe consignar que en la misma zona y las mismas vías ya se habían presentado varios accidentes fatales:
● En la noche del 11 de octubre de 1949 una falla humana hace estrellar un convoy de pasajeros contra un tren de cargas, varios vagones quedan destruidos matando a 18 personas e hiriendo a otras 80.
● En la madrugada del día 10 de enero de 1958 dos trenes de pasajeros que venían en sentido contrario se rozan provocando que 3 vagones se dieran vuelta y se incendiaran. En el hecho mueren 6 personas y otras 47 resultan heridas.